# NGC 912
NGC 912 est une petite galaxie lenticulaire compacte située dans la constellation d'Andromède. NGC 912 a été découverte par l'astronome français Édouard Stephan en 1878.

## Caractéristiques
Sa vitesse par rapport au fond diffus cosmologique est de 4 195 ± 27 km/s, ce qui correspond à une distance de Hubble de 61,9 ± 4,4 Mpc (∼202 millions d'al).
À ce jour, une mesure non basée sur le décalage vers le rouge (redshift) donne une distance d'environ 73,500 Mpc (∼240 millions d'al). Cette valeur est légèrement à l'extérieur des valeurs de la distance de Hubble. Notons cependant que c'est avec la valeur moyenne des mesures indépendantes, lorsqu'elles existent, que la base de données NASA/IPAC calcule le diamètre d'une galaxie et qu'en conséquence le diamètre de NGC 912 pourrait être d'environ 4,50 kpc (∼14 700 al) si on utilisait la distance de Hubble pour le calculer.